# آلبرت اچ. کریوز
آلبرت اچ. کریوز (به انگلیسی: Albert H. Crews) فضانورد اهل کشور ایالات متحده آمریکا است که در ۲۳ مارس ۱۹۲۹ میلادی در ال دورادو، آرکانزاس زاده شد.